# シュテッヘルベルク

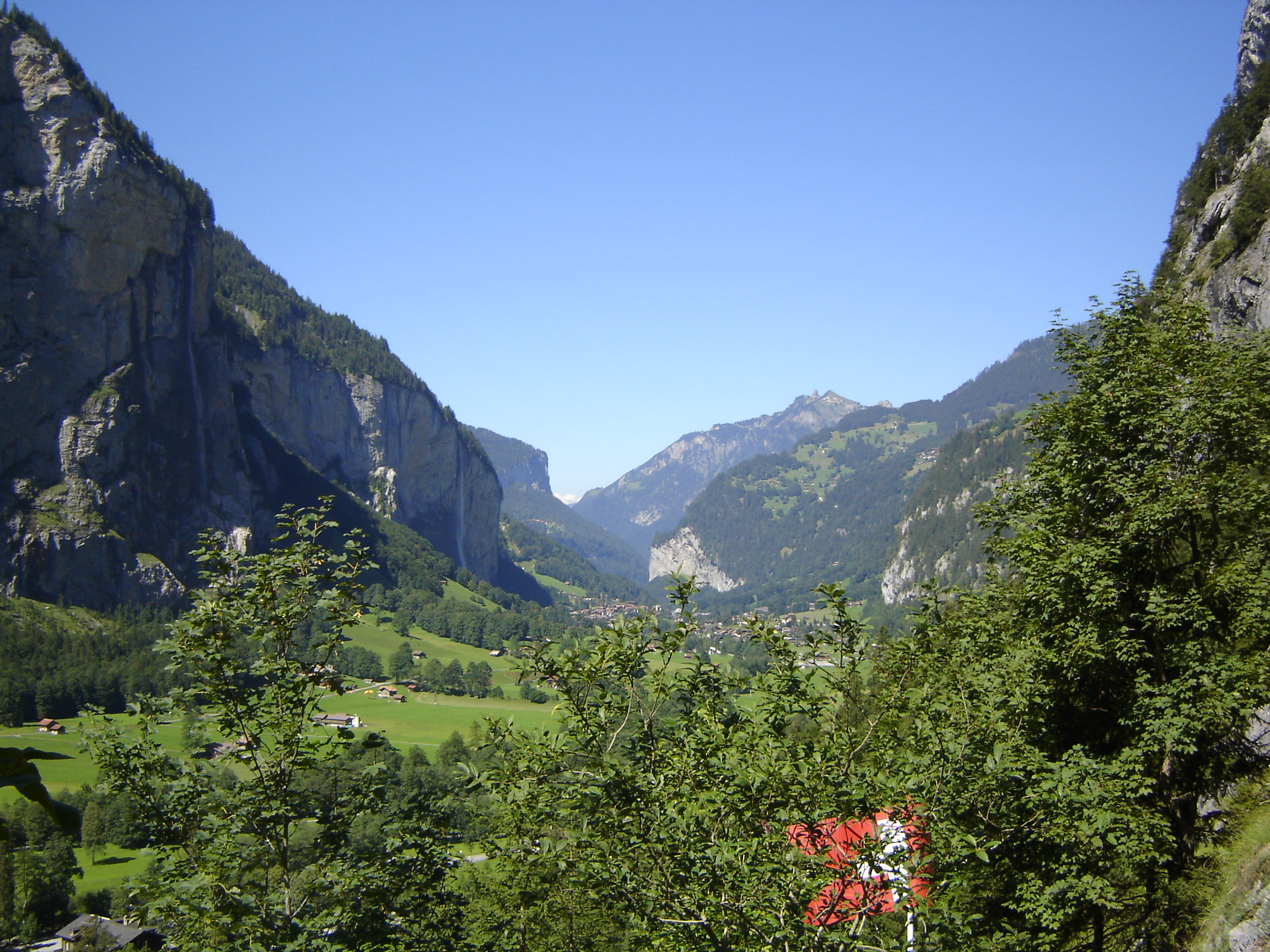
シュテッヘルベルクからラウターブルンネンの方向を眺める

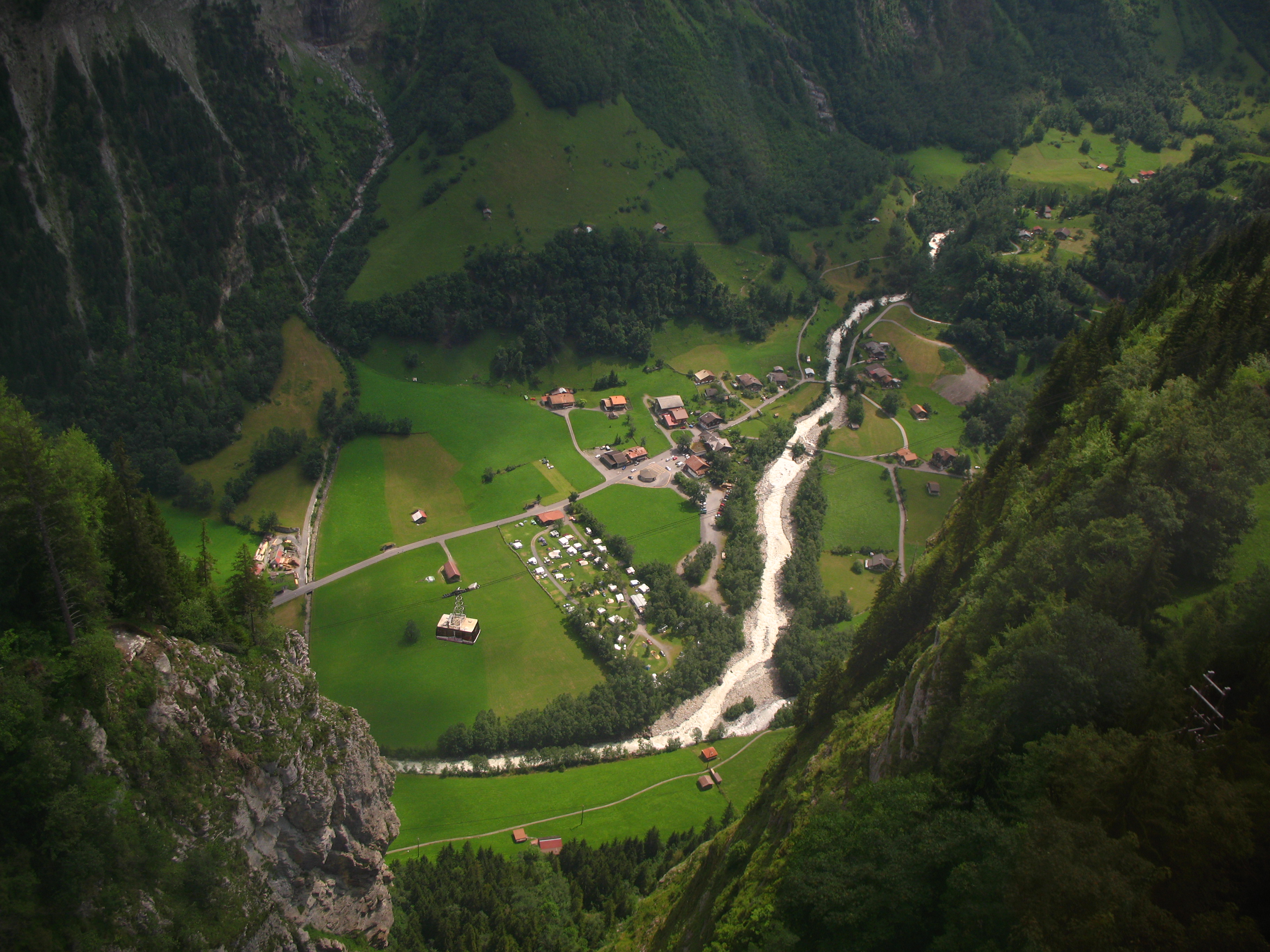
シュテッヘル鉄道からシュテッヘルベルクを見下ろす

シュテッヘルベルク（ドイツ語：Stechelberg)は、スイス、ベルン州、ベルナーオーバーラント地方、ラウターブルンネンの谷奥に位置する村。標高922ｍ。氷河が形成したＵ字谷の底にあり、西側の切り立つ断崖から幾筋もの滝が流れ落ちる。
シルトホルンへ上がるケーブル（ロープウェイ）の麓駅があり、シルトホルン観光の拠点となっている。シュテッヘルベルクまで登山鉄道の駅があるラウターブルンネンからポストバスが接続する。シュテッヘルベルクとラウターブルンネンの間には、地中を流れる滝として知られるトリュンメルバッハ滝がある。
シュテッヘルベルクの南側は、ユネスコの世界自然遺産に登録された地域（スイスアルプス　ユングフラウーアレッチ）になる。

## アクセス
インターラーケン・オスト駅から登山鉄道でラウターブルンネンへ。ラウターブルンネンからポストバスでシュテッヘルベルクへ。